# ساوینیانو ایرپینو
ساوینیانو ایرپینو (به ایتالیایی: Savignano Irpino) یک کومونه در ایتالیا است که در استان آولینو واقع شده‌است. ساوینیانو ایرپینو ۳۸ کیلومتر مربع مساحت و ۱٬۶۴۷ نفر جمعیت دارد و ۷۱۸ متر بالاتر از سطح دریا واقع شده‌است.

## خواهرخوانده
شهرهای اسنباخ و Savigneux خواهرخوانده‌های ساوینیانو ایرپینو هستند.